# Montañas Ciuc
Las montañas Ciuc ( rumano Munții Ciucului, húngaro Csíki-havasok ) son una cadena montañosa media-alta del condado de Harghita en Transilvania, Rumania. Geológicamente pertenecen al grupo de las montañas Căliman-Harghita de los Cárpatos Orientales Interiores. En Rumania, sin embargo, es tradicional dividir a los Cárpatos orientales ( Carpații Orientali ) en tres grupos geográficos (norte, centro y sur). La categorización rumana incluye las montañas Ciuc dentro de los Cárpatos centrales de Moldavia y Transilvania ( Grupa Centrală, Carpaţii Moldo-Transilvani ). El río Trotuș nace en estas montañas. El pico más alto es el Noșcolat, con 1.553 m.